# Unternehmensverband Steinkohlenbergbau
Der Unternehmensverband Steinkohlenbergbau (UVSt) entstand am 1. Dezember 1999 durch die Umwandlung des am 5. Juli 1952 gegründeten Unternehmensverbands Ruhrbergbau. Die regionalen Unternehmensverbände für das Saarrevier sowie für den Aachener und Niedersächsischen Steinkohlenbergbau wurden mit Wirkung vom 30. Juni 2000 aufgelöst. Der Sitz des Verbandes war in Essen. 2007 wurde der UVSt aufgelöst.

## Geschichte
Der Unternehmensverband Steinkohlenbergbau war ein Wirtschaftsverband und vertrat die wirtschaftlichen Interessen der Unternehmen, auch für dem Steinkohlenbergbau nahestehende Unternehmen, während der Gesamtverband des deutschen Steinkohlenbergbaus GVSt als Arbeitgeberverband die sozial- und tarifpolitischen Interessen wahrnahm.
Seit der Auflösung des Unternehmerverbandes Steinkohlebergbau im Jahr 2007 vertritt als alleiniger Interessenverband für die deutsche Steinkohle der Gesamtverband des deutschen Steinkohlenbergbaus die wirtschaftlichen, sozial- und tarifpolitischen Interessen.